# Elisabeth Gottschalk
Marie Karoline Elisabeth (Elisabeth) Gottschalk (Mönchengladbach, 28 oktober 1912 - Amsterdam, 14 september 1989) was een Nederlands historisch-geograaf van Duitse komaf.
Gottschalk was aanvankelijk werkzaam als lerares aardrijkskunde in het lager onderwijs, achtereenvolgens in Margraten, Helmond en Oostburg. Haar wetenschappelijke belangstelling voor de Zeeuwse historische geografie werd aangewakkerd door de latere hoogleraar in de fysische geografie, dr. Jan Pieter Bakker. Zij trad daar in de traditie van Alida Vlam. Na enkele aanstellingen elders werd zij in 1958 op initiatief van haar promotor Adriaan de Vooys aangesteld als wetenschappelijk medewerkster voor de historische geografie in Utrecht, gevolgd door eenzelfde functie aan de Universiteit van Amsterdam in 1962.
Als historisch-geograaf was zij gespecialiseerd in de Nederlandse kustgebieden en een autoriteit op het gebied van overstromingen. Gottschalk was een voorstander van het gebruik van historische bronnen bij historisch-geografisch onderzoek. Zowel voor haar magnum opus, Stormvloeden en rivieroverstromingen in Nederland, als voor haar boeken over West- en Oost-Zeeuws-Vlaanderen maakte ze dan ook veelvuldig gebruik van archiefbronnen. Hiervoor bezocht ze archieven in Nederland, België en Noord-Frankrijk.
Uiteindelijk werd ze lector in de historische geografie aan de Universiteit van Amsterdam. In 1977 werd dit lectorschap na haar afscheid waargenomen door haar vroegere student en medewerker Guus Borger. Gottschalk kan gezien worden als een van de onderzoekers die de wetenschap der historische geografie in Nederland verder hebben uitgebouwd en daarmee feitelijk de aanstelling van twee hoogleraren in Amsterdam en Wageningen in 1980 en 1988 hebben voorbereid. Onder meer de Wageningse historisch-geograaf Chris de Bont genoot zijn opleiding bij Gottschalk.
In september 1978 was zij, met haar Gentse collega prof. Adriaan Verhulst, medeorganisator van het internationaal colloquium Transgressies en occupatiegeschiedenis in de kustgebieden van Nederland en België dat in Gent gehouden werd, en de aanzet vormde voor nieuwe inzichten betreffende de historische kustontwikkeling in Vlaanderen en Nederland tijdens de jongste tweeduizend jaar. Zij was ook mede-uitgever van de handelingen van het colloquium.
Na het neerleggen van haar universitaire functie voltooide zij nog haar boek over de historische geografie van de Vier Ambachten en het Land van Saaftinge, dat in 1984 verscheen.

## Publicaties
Een selectie van haar publicaties:
- Historische geografie van westelijk Zeeuws-Vlaanderen. Deel 1: Tot de Sint-Elisabethsvloed van 1404, Assen, Van Gorcum, 1955 (dissertatie); Deel 2: Van het begin der 15e eeuw tot de inundaties tijdens de tachtigjarige oorlog, Assen, Van Gorcum, 1958 (Sociaal geografische studies, nr. 3). Tweede uitgave: Dieren, De Bataafsche Leeuw, 1983, 2 delen.
- Historische geografie in theorie en praktijk (1964).
- Stormvloeden en rivieroverstromingen in Nederland. Deel I: de periode vóór 1400, Assen, Van Gorcum, 1971, xx + 584 p. (Sociaal geografische studies, nr. 10) ISBN 9023207173; Deel II: de periode 1400-1600, Assen, Van Gorcum, 1975, xvi + 896 p. (Sociaal geografische studies, nr. 13) ISBN 9023211936; Deel III: de periode 1600-1700, Assen/Amsterdam, Van Gorcum, 1977, xvi + 474 p. (Sociaal geografische studies, nr. 14) ISBN 9023214919.
- 'De Sint Elisabethsvloed. De legendarische stormramp van 1421' (in Spiegel Historiael, 1971).
- Transgressies en occupatiegeschiedenis in de kustgebieden van Nederland en België. Transgressions and the history of settlement in the coastal areas of Holland and Belgium. Colloquium Gent 5-7 september 1978. Handelingen/Proceedings, Gent, 1980, 332 p. (Belgisch Centrum voor Landelijke Geschiedenis, publikatie n° 66). (Wetenschappelijk uitgever, samen met Adriaan Verhulst).
- De Vier Ambachten en het Land van Saaftinge in de Middeleeuwen. Een historisch-geografisch onderzoek betreffende Oost Zeeuws-Vlaanderen c.a., Assen, Van Gorcum, 1984, xiv + 590 p. (Sociaal geografische studies, nr. 15) ISBN 9023220390.

- Biografisch Portaal: 98745562
- Digitale Bibliotheek voor de Nederlandse Letteren: gott007
- Gemeinsame Normdatei: 173205992
- International Standard Name Identifier: 0000 0001 1783 2469
- Library of Congress Control Number: n84186749
- Nederlandse Thesaurus van Auteursnamen: 069512035
- Système universitaire de documentation: 129065609
- Virtual International Authority File: 161948277
- WorldCat: E39PBJmpcDP3pW4Htm8dRpHt8C